# بازپرس وارد می‌شود
بازپرس وارد می‌شود نمایشنامه‌ای است از جی. بی. پریستلی.

## نمایشِ تلویزیونی در ایران
'بازپرس وارد می‌شود یک مجموعهٔ نمایشی تلویزیونی ایرانی به کارگردانی رضا بابک است که در سال ۱۳۷۱ تولید و از شبکه ۲ پخش شد.

### خلاصه داستان
در خانهٔ سیاستمدار و تاجری ثروتمند به نام «آرتور بریلینگ»، جشنی خانوادگی برپاست که ناگهان بازپرسی وارد می‌شود و با نشان دادن عکس دختر جوانی به نام «اِوا اسمیت»، شروع به بازپرسی می‌کند. او از همهٔ اعضای خانواده اعتراف می‌گیرد که به نحوی نسبت به این دختر ستم روا داشته‌اند و او در حالی که از پسر خانواده «اریک»، باردار بوده، دست به خودکشی زده‌است. پس از رفتن بازپرس، داماد و پدر خانواده با کندوکاو، درمی‌یابند که آن شخص، بازپرس نبوده‌است و اعترافات ایشان ارزش قانونی ندارد. در این زمان، از اداره پلیس زنگ می‌زنند و به آن‌ها اطلاع می‌دهند که بازپرسی برای روشن شده دلایل خودکشی یک زن جوان، به خانه آن‌ها خواهد آمد.

### بازیگران
- جمیله شیخی در نقش مری برلینگ
- رضا بابک در نقش آرتور برلینگ
- فاطمه معتمدآریا در نقش شیلا برلینگ
- احمد آقالو در نقش بازپرس
- علی عمرانی در نقش جرالد کرافت
- حمید امجد در نقش اریک برلینگ
- نوشین حسن‌زاده در نقش خدمتکار برلینگ‌ها